# Cedibra
Cedibra (Companhia Editora Brasileira) foi uma editora localizada no Rio de Janeiro, na Rua Filomena Nunes, nº 162, que surgiu em finais dos anos 1960, inicialmente chamada de Bruguera, tratava-se de uma filial da Editorial Bruguera espanhola comandada por Francisco Bruguera, em Barcelona. Foi uma das editoras responsáveis pela acessibilidade popular aos livros clássicos, mediante a produção de livros a baixo custo e preços populares. Publicava livros de bolso , história em quadrinhos e albuns de figurinhas.

## Literatura pulp
A editora foi umas das que investiu em livros de bolso pulp, publicou a série de faroeste O Coyote de José Mallorquí, que havia sido publicada pela Editora Monterrey, o escritor Rubens Francisco Lucchetti, conhecido como "Papa do Pulp", escreveu romances para a editora, além de traduzir e editar obras de autores estrangeiros.

## Coleção Livro Amigo
Entre as diversas publicações da editora, a coleção Livro Amigo surgiu como uma parceria com a Editoral Íbis, de Portugal, que era responsável pela impressão, era constituída por literatura de ficção brasileira e estrangeira, a maioria já em domínio público, e anunciava um novo título a cada 15 dias. As edições mais recentes passaram a referir a Cia Gráfica Lux como a responsável pela impressão dos livros. Houve várias edições, a grande maioria com poucos dados, sem apresentar data de publicação, e sem numeração de série. Em algumas edições, há a classificação A ou C, que corresponde a Obras Contemporaneas (A) e Obras Clássicas (C). A classificação seguinte corresponde à contida nos volumes Babbit (Sinclair Lewis, s/data) e O Guarani (José de Alencar, 1971), porém há divergências entre as diversas classificações, mediante o fato de nem sempre a editora fazer constar da obra a data da publicação, a edição em questão, e o número de série.
Alguns dos principais títulos do Livro Amigo:
1. A Voz Subterrânea, Fiódor Dostoievski. Nesse exemplar, o primeiro da série, há uma classificação de livros como “A” (Obras Contemporâneas) e “C” (Obras Clássicas). A Voz Subterrânea vem marcada como “C”. A tradução é de Natália Nunes e os direitos sobre a tradução foram cedidos pela Companhia José Aguilar Editora. Sem data de publicação.
2. A Mulher de Trinta Anos, Honoré de Balzac. A tradução é de Casimiro Fernandes e Wilson Lousada, e os direitos sobre a tradução foram cedidos pela Editora Globo. As notas e orientação são de Paulo Rónai. Foi composto e impresso nas oficinas gráficas da Editorial Íbis, em Venda Nova, Amadora, Portugal, sita na Rua Henrique de Paiva Couceiro, 7 a 11. Classificação “C”. Sem data de publicação.
3. O Processo de Nuremberg (Der Nürnberger Prozess), Joe J. Heidecker e Johannes Leeb, 1968, Adaptação para a grafia brasileira da versão portuguesa por Jaime Mas e Leite de Melo.
4. Crônica da Casa Assassinada, Lúcio Cardoso, 1968.
5. Os Canhões de Agosto, Bárbara Tuchman.
6. Ressurreição, Leon Tolstoi. Não consta o tradutor, e os direitos sobre a edição foram cedidos pela Companhia José Aguilar Editora. Foi composto nas gráficas da Editorial Íbis. Classificação “C”. Sem data de publicação.
7. A Guerra Civil Espanhola, 1936-1939, Hellmuth Günther Dahms, 1968. Tradução de Daniel Brilhante de Brito, do original “Der Spanische Bürgerkrieg”. Consta uma edição de 1962, pela Rainer Wunderlich Hermann Leins, e a presente edição pela Editorial Íbis, em 1968. Classificação “A”.
8. O Primitivo, Chester Himes (em algumas classificações consta como nº 7), tradução Luiz de Menezes Nazaré.
9. Hospital das Letras – Apólogo Dialogal Quarto- Francisco Manuel de Mello (em algumas classificações consta como nº 5).
10. As Mil Portas da Morte, Abraham Rothberg.
11. A Segunda Guerra Mundial (1º volume), Hellmuth Günther Dahms, 1968.
12. A Segunda Guerra Mundial (2º volume), Hellmuth Günther Dahms, 1968.
13. O Rabino, Noah Gordon.
14. Contos Completos de Oscar Wilde. Tradução de Oscar Mendes, introdução de Eugênio Gomes.
15. América, América, Elia Kazan. Tradução de Sérgio Augusto Teixeira, do original “America America”. Classificação “A”. Sem data de publicação, apresenta introdução de S. N. Behrman. Os direitos eram de Elia Kazan.
16. Lawrence da Arábia, Robert Payne, tradução de Carlos Ramires, 1961.
17. As Melhores Histórias Insólitas. Com histórias de Théophile Gautier (A morta apaixonada), Prosper Mérimée (As almas do purgatório) e Alexandre Dumas (As tumbas de Saint-Denis).
18. Orgulho e Preconceito, Jane Austen. A tradução de Lúcio Cardoso, de 1940, foi a primeira dessa obra no Brasil, feita através da Livraria José Olympio Editora.
19. O Imoralista, André Gide. Tradução de Theodomiro Tostes, do original “L’Immoraliste”. A tradução foi cedida pela Editora Globo. Apresenta uma introdução, de Luiz Costa Lima, e uma súmula da vida e obra de André Gide. Os direitos são da “Mercure de France”. Classificado como “A”. Na capa, foto de Alair A. Gomes. Sem data de publicação.
20. Topázio, Leon Uris, 1967.
21. Orlando, uma biografia, Virgínia Woolf. Tradução e introdução de Cecília Meireles, do original “Orlando, A Biography”.  A tradução foi cedida pela Editora Globo. Apresenta uma súmula da vida e obra de Virgínia Woolf. O direito original é de “Leonard Woolf”. Classificado como “A” e não consta a data de publicação.
22. Vida Alheia – Contos e Comédias, Arthur Azevedo.
23. Memórias e Confissões Íntimas de um Pecador Justificado (The private memoirs and confessions of a justified sinner), James Hogg, tradução de Luiza Lobo, do original “The private memoirs and confessions of a justified sinner”, introdução de André Gide, estudos de Otto Maria Carpeaux, 1969.
24. Rua Principal, Sinclair Lewis, tradução de Juvenal Jacinto, introdução de Otto Maria Carpeaux (1969).
25. O Vermelho e o Negro, Stendhal. Tradução e introdução de Luiz Costa Lima, do original “Le Rouge et le Noir”, e os direitos da tradução são reservados à Bruguera, 1969. Apresenta uma súmula da vida e obra de Stendhal. Classificado como “C”.
26. Ratos e Homens, John Steinbeck, 1968, tradução de Érico Veríssimo[6]; introdução de Otto Maria Carpeaux, 1968. Apresentado como nº 26.
27. Madame Bovary, Gustave Flaubert, tradução de Vera Neves Pereira.
28. As Vinhas da Ira, John Steinbeck. Tradução de Herbert Caro e Ernesto Vinhares, do original “The Grapes of Wrath”, cedida pela Editora Globo. Introdução de Otto Maria Carpeaux. Foi publicado segundo acordo com a “McIntosh and Otis, Inc”, e os direitos são de John Steinbeck. A capa traz ilustração de Liana. Classificado como “A”. Sem data de publicação, apresentado como nº 28.
29. Germinal, Emile Zola.
30. Os Buddenbrooks, decadênciad e uma família (1º volume), Thomas Mann. Tradução de Herbert Caro, conforme original “The Buddenbrooks, Verfall einer Familie”, cedida pela Editora Globo. Introdução de Hildon Rocha. Direitos de Katharina Mann, Zurique. Classificado como “A”, apresentado como nº 30, sem data de publicação.
31. Os Buddenbrooks (2º volume), Thomas Mann. Tradução de Herbert Caro, conforme original “The Buddenbrooks, Verfall einer Familie”, cedida pela Editora Globo. Introdução de Hildon Rocha. Direitos de Katharina Mann, Zurique. Classificado como “A”, apresentado como nº 31.
32. Babbitt, Sinclair Lewis. Tradução de Leonel Vallandro, conforme original “Babbitt”, cedida pela Editora Globo. Introdução de Fúlvio Fonseca. Direitos de Harcourt, Brace & World, 1922 e de Sinclair Lewis, 1950. Sem data de publicação. Classificado como “A”, apresentado como nº 32.
33. Iracema, José de Alencar. Teve uma 1ª edição em 1970, e uma 2ª edição em 1971. A 2ª edição, impressa na Cia Gráfica Lux, apresenta uma súmula da vida e obra de José de Alencar e introdução de Gilda da Costa Pinto; apresenta também os últimos lançamentos comoBruguera, do nº 20 ao nº 50[7]. A 2ª edição expõe, tabela de preços da Coleção Livro Amigo. Apresenta-se sob o nº 33.
34. Memórias Póstumas de Brás Cubas, de Machado de Assis.
35. Quincas Borba, de Machado de Assis.
36. Dom Casmurro, de Machado de Assis.
37. Mrs. Dalloway, Virgínia Woolf. Tradução de Mário Quintana, do original “Mrs. Dalloway”. Introdução de Terezinha Fonseca. Direitos de Leonard Woolf. Sem data de publicação. Classificado como “A”.
38. Palavras e Sangue, Giovanni Papini, tradução de Mário Quintana, do original “Parole e Sangue”, cedida pela Editora Globo. Introdução de Alceu Amoroso Lima. Direitos autorais de Arnoldo Mondarori. Em algumas classificações consta como nº 30, em outras, como nº 34. Classificado como “A”.
39. Quem Matou Pacífico?, Maria Alice Barroso.
40. O Primo Basílio, Eça de Queirós.
41. O Retrato de Dorian Gray, Oscar Wilde.
42. Crônicas Italianas, Stendhal, tradução de Sebastão Uchoa Leite.
43. Senhora, José de Alencar.
44. O Morro dos Ventos Uivantes, Emily Brontë, tradução de Vera Pedroso, conforme original “Wuthering Heights”, 1971. Apresenta uma Notícia Biográfica sobre Ellis e Acton Bell e um Prefácio do Editor, por Charlotte Brontë. Foi editado em convênio com o Instituto Nacional do Livro. Apresenta-se sob o nº 44. Classificado como “C”.
45. "As Diabólicas", Jules Barbey d’Aurevilly. Tradução de Lélia Coelho Frota, do original “Les diaboliques”.
46. Contos Escolhidos, Voltaire, tradução de Carlos Ramires, de acordo com o original “Contes”, 1971. Apresenta uma súmula da vida e obra de Voltaire, e introdução de Edmund Lys. Apresenta-se sob o nº 46.
47. A História da Luftwaffe, Cajus Bekker.
48. Movidos Pelo Ódio, Elia Kazan.
49. Persuasão, Jane Austen, tradução de Luiza Lobo, 1971, 1ª edição.
50. O Guarani, José de Alencar. Edição de 1971, apresentada como “O Guarani, Romance Brasileiro”, precedida de “Como e Por Que Sou Romancista”, escrito por José de Alencar em maio de 1873. A edição foi preparada por Gilda da Costa Pinto. Apresenta uma classificação da coleção Livro Amigo trazendo o Guarani como nº 50. Apresenta notas do autor no fim da edição.
51. A Ilustre Casa de Ramires, Eça de Queirós, 1971.
52. A Relíquia, Eça de Queirós. Apresenta súmula da vida e obra de Eça de Queirós e introdução de Ronaldo Menegaz, 1971.

- Exodus, de Leon Uris, consta em algumas classificações como nº 50.

## Coleção Clássicos do Mundo Todo/ Clássicos Brasileiros
Utilizando as mesmas traduções do Livro Amigo, foi lançada uma nova coleção, ainda nos anos 70. Alguns dos títulos principais:
- A Ilustre Casa de Ramires, Eça de Queirós, tradução de 1971
- A Relíquia, Eça de Queirós
- As Diabólicas (Les Diaboliques), Jules Barbey d’Aurevilly, tradução Lélia Coelho Frota, introdução de Roberto Aguinaga
- O Guarani, José de Alencar
- As Melhores Histórias Insólitas, Antologia
- Topázio, Leon Uris (nº 20)
- Orlando, Virgínia Woolf (nº 21)
- Vida Alheia, Arthur Azevedo (nº 22) (Clássicos brasileiros), 1973.
- Memórias e Confissões Íntimas de um Pecador Justificado, James Hogg (nº 23)
- Rua Principal, Sinclair Lewis (nº 24)
- O Vermelho e o Negro, Stendhal (nº 25)
- Ratos e Homens, John Steinbeck (nº 26)
- Madame Bovary, Gustave Flaubert, tradução Vera Neves Pereira, introdução Roberto Alvim Corrêa (nº 27)
- As Vinhas da Ira, John Steinbeck (nº 28)
- Germinal, Emile Zola (nº 29)
- Os Buddenbrooks (volume 1), Thomas Mann, tradução de Herbert Caro (nº 30)
- Os Buddenbrooks (volume 2), Thomas Mann, tradução de Herbert Caro (nº 31)
- Babbitt, Sinclair Lewis (nº 32)
- Iracema, José de Alencar (nº 33)
- Memórias Póstumas de Brás Cubas, Machado de Assis, introdução de Eugênio Gomes (nº 34)
- Quincas Borba, Machado de Assis (nº 35)
- Dom Casmurro, Machado de Assis, introdução de Eugênio Gomes (nº 36)
- Mrs. Dalloway, Virgínia Woolf (nº 37)
- Palavras e Sangue, Giovanni Papini (nº 38)
- Quem Matou Pacífico?, Maria Alice Barroso (nº 39)
- O Primo Basílio, Eça de Queirós (nº 40)
- O Retrato de Dorian Gray, Oscar Wilde (nº 41)
- Crônicas Italianas, Stendhal (nº 42)
- Senhora, José de Alencar (nº 43)
- Morro dos Ventos Uivantes, Emily Bronte (nº 44)
- Contos Escolhidos, Voltaire (nº 45), tradução de Carlos Ramires, 1971
- A História da Luftwaffe, Cajus Becker (nº 46)
- Movidos Pelo Ódio, Elia Kazan (nº 47), 1971
- Persuasão, Jane Austen, tradução de Luiza Lobo, introdução Terezinha Crumb, 1971 (nº 48)
- Êxodus, Leon Uris (nº 49)

## Histórias em quadrinhos
Entre os quadrinhos publicados pela editora estão o espanhol Mortadelo e Salaminho, o franco-belga Asterix, os americanos American Flagg, Badger, Grim Jack e Sable (todos da First Comics) e o mangá (quadrinho japonês) Lobo Solitário.. 